# Київське обласне психіатрично-наркологічне медоб'єднання
Київське обласне психіатрично-наркологоічне медичне об'єднання — багатопрофільний медичний заклад у смт Глеваха, Київська область. Найбільший заклад в Україні (на 1010 ліжок) серед психіатричних і наркологічних лікувальних установ; єдиний у країні такого рівня спеціалізації та кваліфікації[джерело?]. Має вищу атестаційну категорію та є методичним і лікувально-діагностичним центром Київської області з питань психіатричної допомоги населенню.
У закладі лікують алко- та наркозалежних, надають психіатричну допомогу та виконують складні нейрохірургічні операції. У медоб'єднанні працює 895 працівників, переважна більшість лікарів мають вищу і першу кваліфікаційну категорії. Знаходиться за 15 км від міської межі Києва.

## Історія заснування
У 1957 році в Київській області була заснована перша на Київщині обласна психіатрична лікарня (КОПЛ № 1). Подальший розвиток та спеціалізація психіатричної допомоги населенню потребувала відокремлення наркологічної служби, тому в 1984 році на базі двох наркологічних відділень КОПЛ № 1 створено обласний наркологічний диспансер (КОНД). Обидва заклади розташовані на одній території, мають єдину матеріально-технічну базу.
З моменту заснування та з подальшим розвитком обидва заклади почали відігравати важливу роль у вітчизняній медицині: обласна психіатрична лікарня посіла чільне місце серед найбільших лікувальних закладів психіатричного профілю в Україні, а диспансер увійшов у число найкращих у державі.
У 1998 році Київською обласною державною адміністрацією прийнято рішення про об'єднання психіатричної лікарні № 1 і наркологічного диспансеру шляхом їх злиття і утворення Київського обласного психіатрично-наркологічного медичного об'єднання  [Архівовано 23 Березня 2013 у Wayback Machine.] (скорочено: КЗ КОР «ОПНМО»). Медичне об'єднання стало єдиним закладом такого рівня в Україні.
Доцільність його створення зумовлено як оптимізацією організаційно-методичного керівництва надання спеціалізованої медичної допомоги, так і його економічного забезпечення. При цьому обидва заклади зберегли специфіку організаційно-методичної лікувальної роботи.

## Структура
Нині Київське обласне психіатрично-наркологоічне медичне об'єднання має близько десяти видів відділень різної спеціалізації:
- загально-психіатричні та психоневрологічні відділення (жіночі та чоловічі)  [Архівовано 16 Жовтня 2013 у Wayback Machine.];
- відділення межових станів (для чоловіків і жінок);
- геронтологічне відділення для осіб похилого віку (чоловіків і жінок)  [Архівовано 16 Жовтня 2013 у Wayback Machine.];
- нейрохірургічне відділення  [Архівовано 23 Березня 2013 у Wayback Machine.];
- відділення для лікування хворих з психічними розладами та туберкульозом (для чоловіків і жінок);
- інфекційне відділення для лікування психічно хворих з інфекційними хворобами (чоловіків і жінок);
- наркологічні відділення  [Архівовано 23 Березня 2013 у Wayback Machine.];
- центр медико-соціальної реабілітації та епілептологічний центр  [Архівовано 16 Жовтня 2013 у Wayback Machine.] [Архівовано 23 Березня 2013 у Wayback Machine.].

Медоб'єднання має свої лабораторії, які повністю оснащені сучасною технікою.

## Наукова діяльність
Заклад є центром підготовки психіатрично-наркологічних кадрів області, базою інтернатури НМАПО імені П. Л. Шупика. Активна співпраця ведеться з УНДІ соціальної і судової психіатрії і наркології та Київським національним медичним університетом ім. О. О. Богомольця. Наукова робота також проводиться в сфері апробації сучасних лікувальних засобів, багатоцентрових випробуваннь нових психотропних ліків. Окрім цього, заклад надає організаційно-методичну та консультативну допомогу сільським і міським лікувально-профілактичним установам з метою підвищення якості медичного обслуговування області.

## Нагороди
Національний рейтинговий конкурс «Найкраще підприємство України» за забезпечення динамічного розвитку визнав КЗ КОР «ОПНМО» найкращим підприємством України 2009 року в галузі медицини і охорони здоров'я.[джерело?]
Генеральний директор медоб'єднання Зільберблат Геннадій Михайлович — Заслужений лікар України, головний нарколог, головний психіатр Київського Головного управління охорони здоров'я — отримав статуетку «Богиня Перемоги НІКА» та нагрудний знак «Найкращий керівник року» за значний особистий внесок в розвиток Вітчизняної охорони здоров'я і ефективне управління закладом. Окрім цього, керівник має нагороди: знак «Відміннику охорони здоров'я», медаль О. Р. Довженка та медаль А. М. Міля.